# 혜인 (기업)
혜인(Haein Corp.)은 대한민국의 건설기계 총판 기업이다. 본사는 서울특별시 서초구 동산로 86 혜인빌딩에 위치해 있다. 대표이사 및 회장은 원경희이다.

## 역사
1960년에 혜인상사로 설립되었다. 1968년 경부고속도로 건설에 중장비 공급하여 유명해졌다
2023년 해양경찰청이 경비 함정 도입 과정에서 특정 업체에게 특혜를 주기 위해 고의로 성능을 낮춰 발주한 것으로 서울경찰청 반부패·공공범죄수사대로부터 지난달 압수수색을 받았다.
대형수송함, 차기고속정, 다목적 훈련지원정, 구조지원정에 이어 해경에서 운용중인 최신형 경비함의 주 추진엔진 및 감속기어, 발전기세트를 공급해 오고 있다.

## 참고 문헌
1. ↑  원경희 혜인 대표이사 회장, 비지니스포스트, 2023.12.19
2. ↑  원경희 혜인 회장, 서울경제, 2010.07.09
3. ↑  경찰, '함정 비리 의혹' 원경희號 (주)혜인 압수수색, 위키리크스 코리아, 2023.08.18
4. ↑  국토일보, 2023.03.20